# Blaze et les Monster Machines
Blaze et les Monster Machines (Blaze and the Monster Machines) est une série télévisée d'animation américano-canadienne jeunesse créée par Jeff Borkin et Ellen Martin et diffusée depuis le 13 octobre 2014 sur Nickelodeon.
En France, la série est diffusée depuis le 21 mars 2015 sur Nickelodeon Junior, puis du 25 avril 2016 au 30 juin 2023 sur Gulli et du 23 août au 17 décembre 2021 dans l'émission M6 Kid sur M6. Elle est également diffusée dans toute l’Afrique francophone sur Gulli Africa via le bouquet Canal+.

## Synopsis
Au cours de leurs aventures, Blaze le Monster Truck et AJ, son conducteur âgé de 8 ans, découvrent la technique, la recherche scientifique et les mathématiques.

### Personnages
- Blaze : monster truck orange-rouge, bon, sensible, intelligent, loyal et courageux. Il est le coureur numéro un de Moteur City (Axle City en VO). Au début de la saison 2, Blaze devient le nouveau membre du service d'incendie de Moteur City. Il a la capacité de se transformer en divers objets ou véhicules pour résoudre les problèmes qui surviennent dans l'épisode.
- Starla : pickup violet, belle et courageuse. Elle est la fiancée de Blaze. elle porte un chapeau de cow-girl et est une experte en ropping (l'art du lasso). Elle parle comme une cow-girl et dirige une ferme en dehors de la ville.
- Darrington : monster truck bleu maladroit mais intrépide qui aime les cascades. Il est le meilleur ami de Blaze.
- Watts : monster truck rose de Gabby. Elle est l'amie de Blaze.
- Zeg : mi-triceratops et mi-monster truck avec des tendances brutes. Il a un vocabulaire court et parle de lui-même à la troisième personne.
- Stripes : camion rayé avec des capacités similaires à celle d'un tigre tel qu'un grand sens de l'odorat et des griffes rétractables dans ses pneus. Il est le meilleur deuxième ami de Blaze.
- Crusher : rival de Blaze et de AJ. C'est le seul méchant de la série est de couleur bleu. Il est enfantin, pleurnichard, égoïste, insensible, plein de lui-même et triche dans la majorité des épisodes pour obtenir la victoire. Dans les épisodes où il n'y a pas de courses il vit des minis aventures avec Pickle qui servent de transitions comiques entre les différentes scènes : en général, Pickle fait quelque chose que Crusher veut également faire mais il n'écoute jamais les recommandations et se retrouve couvert de crêpes ou gazé par une moufette par exemple.
- Pickle : monster truck vert qui tient le rôle comique de la série. Il est affublé d'un chuintement. Acolyte de Crusher, il essaie de le dissuader de tricher mais ce dernier ne l'écoute jamais. Bien qu'il soit proche de Crusher, il semble se réjouir sincèrement des victoires de Blaze. Il est le meilleur ami de Crusher.
- AJ : meilleur ami et conducteur de Blaze, un expert en science et technologie de huit ans. Il possède une visière spéciale qui l'aide à mesurer, calculer des trajectoires ou encore repérer les objets que Blaze et lui recherchent. Apparence : AJ est un humain à la peau brun clair, aux cheveux brun foncé et aux yeux bruns. Il porte une tenue de course blanche, rouge et noire, avec un casque rouge et noir en option. La partie supérieure de sa tenue porte un symbole de flamme.
- Gabby : meilleure amie et conductrice de Watts, elle est une mécanicienne bien informée qui répare les camions quand ils sont endommagés. C'est le seul autre personnage humain connu à ce jour. Apparence : Gabby a la peau claire, les cheveux violets attachés en queue de cheval et les yeux bleus. Elle porte une paire de salopettes bleu clair avec un symbole d'engrenage au milieu, qui recouvre une chemise blanche à manches longues. Ses épaules, ses coudes et ses genoux sont recouverts de coussinets et porte une paire de gants blancs et des bottes noires soulignées du même bleu que sa salopette. Elle a également une ceinture noire avec deux paquets attachés et une boucle de ceinture argentée avec son symbole d'engrenage au milieu.

### Pouvoirs
- Vitesse explosive : dans chaque épisode, Blaze a besoin a un moment où un autre de se déplacer très vite, il fait alors apparaître son turbo et demande au public de crier « Fonce Blaze ! » pour lui permettre d'aller à une vitesse maximale en laissant une traînée colorée rouge et orange dans son sillage. Quand il est accompagné, l'effet s'étend aux véhicules à côté de lui et ils ont également une traînée à leurs couleurs.
- Constructions : Crusher possède le pouvoir de créer des objets pour l'aider à tricher. Bien sûr, à chaque fois Blaze et ses amis trouvent le moyen de détruire ses créations.

## Fiche technique
Sauf indication contraire, les informations mentionnées dans cette section peuvent être confirmées par la base de données cinématographiques IMDb,  présente dans la section « Liens externes ».
- Titre original : Blaze and the Monster Machines
- Titre français : Blaze et les Monster Machines
- Création : Jeff Borkin, Ellen Martin
- Réalisation : Miguel Martinez-Joffre, Blair Simmons, Bronwyn Martens, etc.
- Scénario : Jeff Borkin, Ellen Martin, Clark Stubbs, etc.
- Musique : Randall Crissman, Grady Shawver
  - Thème d'ouverture : Blaze et les Monster Machine par Kyle Gordon, Mason Rather et JP Rende
  - Thème de fin : C'est Blaze par Scott Krippayne
- Production : Jeff Borkin, Ellen Martin (exécutive)
- Sociétés de production : Nerd Corps Entertainment (2014-2015), WildBrain Studios Vancouver[1], Nickelodeon Productions
- Société de distribution : ViacomCBS Domestic Media Networks
- Pays d'origine :  États-Unis,  Canada
- Langue originale : anglais
- Format : Couleur - HDTV (1080i) - 16/9 - son stéréo
- Genre : animation 3D, éducative et musicale, aventure
- Nombre d'épisodes : 120 (6 saisons)
- Durée : 22 minutes
- Dates de première diffusion :
  - États-Unis, Canada : 13 octobre 2014
  - France : 21 mars 2015
- Classification : jeunesse

## Distribution

### Voix originales

#### Personnages principaux
- Nolan North : Blaze
- Dusan Brown (1.1-1.19), puis Caleel Harris (1.17-3.20), puis Ramone Hamilton (4.1-6.3), puis Jakari Fraser (depuis 6.4) : AJ
- Jacquez Swanigan (1.12-2.14), puis Reed L. Shannon (2.17-5.20), puis Artyon Celestine (depuis 6.5) : AJ (chant)
- Kevin Michael Richardson : Crusher / Gus
- Nat Faxon : Pickle / Joe
- Alexander Polinsky : Darrington
- James Patrick Stuart : Zeg
- Sunil Malhotra : Stripes
- Kate Higgins : Starla / Skyler
- Melanie Minichino : Watts
- Angelina Wahler : Gabby

#### Personnages secondaires
- Jeff Bennett : Bump Bumperman
- Fred Tatasciore : Gasquatch
- Susan Silo : Grammy
- Joe Manganiello : The Fire Chief
- Anthony Anderson : Pegwheel Pete
- Mayim Bialik : The Great Sphinx
- Bob Joles : Santa Claus (père Noël)
- Carl Reiner : Narrator
- David Shatraw : Swoops
- Keith Ferguson : Speedrick
- Danica Patrick : Rally
- Chase Elliott : Mark Set-go
- Jimmie Johnson : Dash
- Kasey Kahne : Fender
- Grey DeLisle : Becky Checkerflag
- Melissa Rauch : The Light Thief
- Billy Ray Cyrus : Lazard
- Ian James Corlett : Snout
- Trevor Devall : Wartimer
- Justin Guarini : Le Génie
- Alexy Kahn : Dr Rashi
- Jess Harnell : Bunk et Bruce Moose
- Sirena Irwin : Bam
- Kelsea Ballerini : Tooks
- Dee Bradley Baker : Various Voices (voix diverses)
- Mick Wingert (en) : Morgan Moose and Grizzly Bear #1
- Jim Cummings : Marty Moose

### Voix françaises
- Donald Reignoux : Blaze
- Audrey Sablé : AJ
- Jean-Michel Vaubien : Crusher
- Bertrand Liebert : Pickle
- Thierry Gondet  : Darrington / Personnages divers
- Pierre Margot : Zeg (1re voix) / Gus (1re voix)
- Bruno Magne : Zeg (2e voix) / Gus (2e voix) / Bunk l'éléphant / Papa Blaze
- Emmanuel Curtil : Stripes / Clive / Joe / Blackbelt
- Léovanie Raud : Starla / Maman Blaze
- Camille Gondard puis Maïa Michaud : Watts
- Cindy Lemineur : Gabby / Sparkle
- Gérard Surugue : Bump Bumperman
- Patricia Legrand : Maminette
- Marion Posta : Sphynx
- Virginie Hénocq : Rallye
- Daniel Njo Lobé : Rugissant, le lion volant
- Vincent Bonnasseau puis Sébastien Valter : Swoops / Personnages divers
- Magali Bonfils : Paolina / Personnages divers
- Thierry Desroses : Gasquatch
- Barbara Beretta : Dr Rashi / Personnages divers
- Pascal Nowak : le Génie
- Guillaume Beaujolais : Raton pollueur
- Olivier Constantin, Maïté Monceau, Patrick Delage, Martin Faliu, Philippe Chaine, Mario Pecqueur, Francis Benoît : voix additionnelles

- Version française
  - Société de doublage : Nice Fellow (saison 1) puis Lylo France
  - Direction artistique : Claire Guyot (saisons 1 à 3), Olivier Podesta (depuis la saison 4)
  - Adaptation des dialogues : Didier Duclos, Émilie Barbier, Amélie Audefroy-Wallet, Olivier Le Treut, Mélanie Decouzon, Clément Masson, Éric Comont
  - Ingénieurs du son : Françoise Trouy, Vivien Berry, Thomas Charlet

 Source et légende : version française (VF) sur RS Doublage

## Production

### Développement
La première saison est composée de vingt épisodes.
Le 15 juin 2015, la série est renouvelée pour une troisième saison diffusée à partir du 10 octobre 2016.
Le 21 juin 2016, elle est renouvelée pour une quatrième saison diffusée à partir du 26 mars 2018.
Le 22 mai 2018, elle est renouvelée pour une cinquième saison diffusée à partir du 16 août 2019.
Le 19 février 2020, elle est renouvelée pour une sixième saison diffusée à partir du 18 décembre 2020.

### Diffusions internationales
Au Royaume-Uni et en Irlande, la série est diffusée depuis le 6 mars 2015 sur Nick Jr..
En Australie et en Nouvelle-Zélande, la série est diffusée depuis le 10 octobre 2016 sur Nick Jr..
Au Canada, elle est diffusée sur Nickelodeon Canada et Treehouse TV.
Sur le continent africain, elle est diffusée sur Nick Jr. Africa.

## Épisodes
| Saisons | Saisons | États-Unis        | États-Unis       | France            | France           | Canada           | Canada            |
| Saisons | Saisons | Début de saison   | Fin de saison    | Début de saison   | Fin de saison    | Début de saison  | Fin de saison     |
| ------- | ------- | ----------------- | ---------------- | ----------------- | ---------------- | ---------------- | ----------------- |
|         | Pilote  | 2 octobre 2012    | 2 octobre 2012   |                   |                  |                  |                   |
|         | 1       | 13 octobre 2014   | 18 février 2016  | 21 mars 2015      | 22 février 2016  | 13 octobre 2014  | 29 février 2016   |
|         | 2       | 25 septembre 2015 | 14 avril 2017    | 28 septembre 2015 | 17 avril 2017    | 9 octobre 2015   | 19 juin 2017      |
|         | 3       | 9 décembre 2016   | 10 mars 2018     | 13 décembre 2016  | 3 septembre 2018 | 20 décembre 2016 | 24 septembre 2018 |
|         | 4       | 26 mars 2018      | 9 septembre 2019 | juin 2018         | -                | -                | -                 |
|         | 5       | 16 août 2019      | 23 juillet 2021  | janvier 2020      | -                | -                | -                 |
|         | 6       | 18 décembre 2020  | 9 décembre 2022  | 3 janvier 2021    | en cours         |                  |                   |
|         | 7       | 14 septembre 2022 | 3 avril 2024     |                   |                  |                  |                   |
|         | 8       | 4 avril 2024      | 5 février 2025   |                   |                  |                  |                   |
|         | 9       | 6 février 2025    | en cours         | -                 | -                |                  |                   |

### Première saison (2014-2015)
1. Les Chemins de la gloire, 1re partie (Blaze of Glory)
2. Les Chemins de la gloire, 2e partie (Blaze of Glory)
3. Maîtriser la force (The Driving Force)
4. La Chasse aux outils (Tool Duel)
5. Les Pneus rebondissants (The Bouncy Tires)
6. Du vent dans les voiles (Epic Sail)
7. Le Looping géant (Stuntmania!)
8. La Corne de la jungle (The Jungle Horn)
9. On forme une équipe (The Team Truck Challenge)
10. Gateau-strophe! (Cake-tastrophe!)
11. L'Équipe de Truckball (Truckball Team-up)
12. Le Malfaiteur mystérieux (The Mystery Bandit)
13. Gasquatch! (Gasquatch!)
14. Les Monster rangers (Truck Rangers)
15. Tohu-bohu à la station de lavage (Trouble at the Truck Wash)
16. Zeg et l'Œuf  (Zeg and the Egg)
17. Une fusée incontrôlable (Runaway Rocket)
18. Transhumance (Cattle Drive)
19. Le Duel de l'île du Dragon (Dragon Island Duel)
20. Éternuements (Sneezing Cold)

### Deuxième saison (2015-2016)
1. (21) Tout feu, tout flamme ! (Fired Up!)
2. (22) Dino Golf (Dino Dash)
3. (23) Un camion ou un sort! (Truck or Treat!)
4. (24) La course vers le toit du monde, 1re partie (Race to the Top of the World)
5. (25) La course vers le toit du monde, 2e partie (Race to the Top of the World)
6. (26) Un Noël Monster Machines (Monster Machine Christmas)
7. (27) Les Chevaliers de l'épée dorée (Knight Riders)
8. (28) Darrington décroche la lune ! (Darrington to the Moon!)
9. (29) Petit cochon 500 (Piggy 500)
10. (30) Sparky, le scarabée de feu (Spark Bug)
11. (31) Blaze à l'épreuve du feu (Five Alarm Blaze)
12. (32) Le Grand Prix de Moteur City (Axle City Grand Prix)
13. (33) La Piste au trésor (Treasure Track)
14. (34) La Course folle des skis à réaction (Rocket Ski Rescue)
15. (35) La Parade des dinosaures (Dinosaur Parade)
16. (36) La Meilleure des voitures de course (Race Car Superstar)
17. (37) La Course vers le rocher de l'aigle (Race to Eagle Rock)
18. (38) Le Circuit du ciel (Sky Track)
19. (39) La Roue magique (The Wishing Wheel)
20. (40) Pickle est un héros (Pickle Power)

### Troisième saison (2016-2018)
1. (41) Le Dino-looping (Dinocoaster)
2. (42) La Course des cent kilomètres (The Hundred Mile Race)
3. (43) Le Rallye polaire (The Polar Derby)
4. (44) Des bolides lumineux (Light Riders)
5. (45) Attrape ce gâteau (Catch That Cake!)
6. (46) Le Circuit du taureau furieux (The Bouncing Bull Racetrack)
7. (47) Le Robot Méga-boue (Mega Mud Robot)
8. (48) Chevaliers et Dragons (Knighty Knights)
9. (49) L'Île des animaux (Animal Island)
10. (50) Le Foot de la jungle (Toucan Do It!)
11. (51) Mission Faucon (Falcon Quest)
12. (52) L'Aventure fourmi-dable (The Big Ant-venture)
13. (53) À vos marques, prêts, rugissez (Ready, Set, Roar!)
14. (54) La Grande Couronne des animaux (The Great Animal Crown)
15. (55) Dépanner, c'est un métier (Tow Truck Tough)
16. (56) La Course au trésor (Race for the Golden Treasure)
17. (57) La Vitesse explosive à tout prix (Need for Blazing Speed)
18. (58) Amis à grande vitesse (Fast Friends)
19. (59) Pilotes en péril (Raceday Rescue)
20. (60) À bas la triche (Defeat the Cheat)

### Quatrième saison (2018-2019)
1. (61) Robot Blaze (Robot Power)
2. (62) La Famille Pickle en camping (The Pickle Family Campout)
3. (63) Le Cirque de poules (The Chicken Circus!)
4. (64) Ninja Blaze (Ninja Blaze)
5. (65) Le Super Lot géant (The Super-Size Prize)
6. (66) La Fonte du glacier (Breaking the Ice)
7. (67) Robots en mission sauvetage (Robots to the Rescue)
8. (68) Les T-Rex égarés (T-Rex Trouble)
9. (69) Mystère et Boulette de viande (Meatball Mayhem)
10. (70) Les Robots dans l'espace (Robots in Space)
11. (71) Pneus fabuleux (Power Tires)
12. (72) Chocolat et Boules de neige (Snow Day Showdown).
13. (73) Super-constructeurs, super-sauveurs (Construction Crew to the Rescue)
14. (74) Blaze policier (Officer Blaze)
15. (75) Le Lion volant (The Flying Lion)
16. (76) Soupe Ninja (Ninja Soup)
17. (77) Sauvetage royal (Royal Rescue)
18. (78) Blaze et le Génie de la lampe (Blaze and the Magic Genie)
19. (79) Le Grand Défi des cent œufs (The 100 Egg Challenge)
20. (80) La Poursuite de minuit (The Midnight Mile)

### Cinquième saison (2019-2021)
1. (81) L'Île au trésor perdu (The Island of Lost Treasure)
2. (82) AJ à la rescousse (AJ to the Rescue).
3. (83) La Course au trophée (The Trophy Chase)
4. (84) Les Héros du baby-sitting (Babysitting Heroes)
5. (85) Abra-ka-Pickle (Abra-Ka-Pickle!)
6. (86) Jouets turbulents ! (Toy Trouble!)
7. (87) Le Grand Prix des profondeurs (Deep Sea Grand Prix)
8. (88) Le Pouvoir du recyclage (Recycling Power!)
9. (89) La Super Course de l'espace (The Great Space Race)
10. (90) Glacier Monster Machine (Ice Cream Monster Machine)
11. (91) L'Équipe des Mécaniciens (The Mechanic Team!)
12. (92) Les Histoires fantastiques de Blaze (Blazing Amazing Stories)
13. (93) Semi-remorque Blaze (Big Rig Blaze)
14. (94) Montgolfières en fuite (The Big Balloon Rescue)
15. (95) Aventure extraterrestre ! (Space Alien Adventure!)
16. (96) Héros de jeux-vidéos (Video Game Heroes)
17. (97) La Course autour du monde (The Race Around the Earth)
18. (98) La Famille Blaze (The Blaze Family)
19. (99) La Voleuse de bonbons (The Treat Thief)
20. (100) Les Jeux de la médaille d'or (The Gold Medal Games)

### Sixième saison (depuis 2021)
1. (101) Semi-remorque à la rescousse ! (Big Rig to the Rescue!)
2. (102) Derby Dino (Dino Derby).
3. (103) L'Incroyable Chacrobate (The Amazing Stunt Kitty)
4. (104) Sire Blaze et la Licorne (Sir Blaze and the Unicorn)
5. (105) Le Badge de course de Sparkle (Sparkle's Racing Badge)
6. (106) La Course de la Montagne Céleste (Race to Sky High Mountain)
7. (107) Au secours du chiot (The Puppy Chase)
8. (108) Au feu, les pompiers ! (Firefighters to the Rescue)
9. (109) Le Concours de construction (The Construction Contest)
10. (110) L'Anniversaire de Starla (Starla's Wild West Birthday)
11. (111) La Course du paquet-cadeau doré (Race to the Golden Gift)
12. (112) Le Trésor du tigre (The Tiger Treasure)
13. (113) Les boing-boings (The Boingies!)
14. (114) La fête de la neige (The Snow Spectacular)
15. (115) Titre français inconnu (Snow Rescue Blaze)
16. (116) Agent spécial Blaze (Special Mission Blaze)
17. (117) Titre français inconnu (The Fastest of Them All)
18. (118) Titre français inconnu (Megabot!)
19. (119) Titre français inconnu (The Great Pizza Race)
20. (120) Dauphin à bord (Big Rig: Dolphin Delivery)

## Accueil

### Audiences
| Saison | Début de saison   | Début de saison | Début de saison | Fin de saison     | Fin de saison   | Fin de saison |
| Saison | Date de diffusion | Téléspectateurs | Ref.            | Date de diffusion | Téléspectateurs | Ref.          |
| ------ | ----------------- | --------------- | --------------- | ----------------- | --------------- | ------------- |
| 1      | 13 octobre 2014   | NC              | NC              | 18 février 2016   | 1 160 000       | [ 11 ]        |
| 2      | 25 septembre 2015 | 1 350 000       | [ 12 ]          | 14 avril 2017     | 1 630 000       | [ 13 ]        |
| 3      | 10 octobre 2016   | 1 360 000       | [ 14 ]          | 22 février 2018   | 850 000         | [ 15 ]        |
| 4      | 26 mars 2018      | 930 000         | [ 16 ]          | 9 septembre 2019  | 390 000         | [ 17 ]        |
| 5      | 16 août 2019      | 550 000         | [ 18 ]          | -                 | -               | -             |

## Produits dérivés

### Sorties DVD et Blu-Ray
| Titre original du DVD                | Date de sortie (Région 1) | Épisodes                 |
| ------------------------------------ | ------------------------- | ------------------------ |
| Blaze of Glory: A Mini Movie         | 17 février 2015           | 1, 2 et3                 |
| High-Speed Adventures                | 11 août 2015              | 5, 6, 7 et 9             |
| Rev Up and Roar                      | 16 février 2016           | 16, 22, 13 et 19         |
| Fired Up!                            | 12 juillet 2016           | 21, 31, 15 et 20         |
| Race Into VelocityVille              | 14 février 2017           | 36, 37, 38, 39, 42 et 43 |
| Wild Wheels: Escape to Animal Island | 19 septembre 2017         | 49, 50, 52 et 51         |
| Heroes of Axle City                  | 13 février 2018           | 55, 44, 34, 24 et 25     |
| Blaze Saves Christmas                | 6 novembre 2018           | 26, 66, 45 et 64         |
| Robot Riders                         | 5 février 2019            | 67, 68, 69 et 70         |
| Ninja Blaze                          | 27 août 2019              | 64, 76, 40, 60 et 65     |
| Knight Riders                        | 11 février 2020           | 27, 48, 77 et 75         |

### Vidéo à la demande
Le 31 août 2017, les deux premières saisons et la première moitié de la troisième saison ont été ajoutées sur l'application Noggin.